# Castrillo de Don Juan
Castrillo de Don Juan é um município da Espanha na província de Palência, comunidade autónoma de Castela e Leão, de área 48,94 km² com população de 285 habitantes (2007) e densidade populacional de 6,21 hab/km².

## Demografia
| Variação demográfica do município entre 1991 e 2004 | Variação demográfica do município entre 1991 e 2004 | Variação demográfica do município entre 1991 e 2004 | Variação demográfica do município entre 1991 e 2004 |
| --------------------------------------------------- | --------------------------------------------------- | --------------------------------------------------- | --------------------------------------------------- |
| 1991                                                | 1996                                                | 2001                                                | 2004                                                |
| 404                                                 | 363                                                 | 330                                                 | 305                                                 |